# Municipio de America (Iowa)
El municipio de America (en inglés: America Township) es un municipio ubicado en el condado de Plymouth en el estado estadounidense de Iowa. En el año 2010 tenía una población de 10299 habitantes y una densidad poblacional de 111,04 personas por km².

## Geografía
El municipio de America se encuentra ubicado en las coordenadas 42°47′00″N 96°9′1″O / 42.78333, -96.15028. Según la Oficina del Censo de los Estados Unidos, el municipio tiene una superficie total de 92.75 km², de la cual 92.73 km² corresponden a tierra firme y (0.03%) 0.02 km² es agua.

## Demografía
Según el censo de 2010, había 10299 personas residiendo en el municipio de America. La densidad de población era de 111,04 hab./km². De los 10299 habitantes, el municipio de America estaba compuesto por el 94.36% blancos, el 0.53% eran afroamericanos, el 0.28% eran amerindios, el 0.74% eran asiáticos, el 0.02% eran isleños del Pacífico, el 2.77% eran de otras razas y el 1.3% pertenecían a dos o más razas. Del total de la población el 5.24% eran hispanos o latinos de cualquier raza.